# Wainuia nasuta
Wainuia nasuta är en snäckart som beskrevs av Powell 1946. Wainuia nasuta ingår i släktet Wainuia och familjen Rhytididae. Inga underarter finns listade i Catalogue of Life.